# 杜蘭杜蘭
杜蘭杜蘭，是英國一支流行電音和新浪潮樂風的樂隊，由歌手史提芬‧杜菲、键盘手力克‧羅得和結他手/貝斯手約翰‧泰勒於1978年成立。樂隊取名自《太空英雌巴巴麗娜》中的反派、科學家杜蘭杜蘭（Durand-Durand）。
成員名單幾經變動，直至1980年陣容才確定下來︰键盘手力克‧羅得、貝斯手約翰‧泰勒、主唱西蒙‧勒‧邦、結他手安迪‧泰勒以及鼓手羅渣‧泰勒。作為新浪潮的新星，杜蘭杜蘭很快受到大眾歡迎，於1981年發行的首張專輯《杜蘭杜蘭》成功登上英國專輯排行榜第三名並榮獲白金唱片認證。於1982年5月10日發行的第二張專輯《Rio》則使樂隊知名度進一步提升，當中單曲《Hungry Like the Wolf》、《Rio》成樂團的代表作之一，除在英國本土，歌曲亦在澳洲、日本多地大受歡迎；同時憑藉這張專輯，杜蘭杜蘭成功在美國打開知名度，成為英國第二次入侵美國流行音樂的先驅。第三張專輯《Seven and the Ragged Tiger》於1983年發行並成為英國專輯排行榜榜首。1985年，樂團發行的單曲、電影《占士邦》主題曲《A View to a Kill》在美國成為大熱，並於《告示牌》百大單曲榜上排名第一。
但由於專輯方向的分歧、理念的不同，使得成員之間關係異常緊張，最終在錄製第四張專輯《Notorious》（1986）後，結他手安迪‧泰勒和鼓手羅渣‧泰勒相繼離隊。樂隊以三人形式繼續活躍，直至1989年吉他手華倫‧庫庫魯洛和鼓手斯特林‧坎貝爾加入。在1980年代末至90年代初樂隊發行了多張單曲與專輯，但成績平平；斯特林‧坎貝爾於1991年離開樂隊，而貝斯手約翰‧泰勒亦於1997年離隊。但於四年後（2001年）樂隊重組成1980-85年的陣容，並在2004年發行專輯《Astronaut》且打入英國專輯排行榜前三名。結他手安迪‧泰勒於2006年再度離隊，樂隊以四人形式活動至今，最近發行的一張專輯是2023年的《Danse Macabre》。
過往30年，樂隊有21首單曲登上美國流行音樂告示牌百大單曲榜，30首登上英國單曲榜前40名，全球銷售超過1億張唱片；同時亦獲獎無數，包括兩項全英音樂獎，兩項葛萊美獎、一項MTV音樂錄影帶大獎終身成就獎。2022年，樂團入選搖滾名人堂。粉絲「杜蘭杜蘭們」（Duran Duranies）則被認為是世界上最吵鬧的粉絲群，更因「演唱會前最大吵鬧聲」而被載入健力士世界紀錄。

## 歷史

### 樂團組成及早期發展（1978-1980）
約翰‧泰勒打小便對音樂有濃厚興趣，兒時曾自學鋼琴成材，在成立杜蘭杜蘭前曾經是樂隊Shock Treatment（1977）及DADA（1978）的成員。1978年夏天，因為受到約翰‧連儂、白賴仁‧費瑞等一眾音樂名人啟發，約翰選擇到伯明翰理工學院（現伯明翰城市大學）修讀藝術及設計預科課程。在這里約翰結識同學史提芬‧杜菲，二人相見如故，一拍即合，計劃建立新樂隊。約翰建議史提芬聯繫自己的兒時好友力克‧羅得，以邀請其加入樂隊。此至，樂隊原始陣容成立︰結他手約翰，主音歌手史提芬，键盘手力克。成員們曾考慮過「RAF」、「Arabia」、「Industry」以及「Arcadia」作為新樂隊名字。一次偶爾，約翰看見BBC電視台正播出科幻電影《太空英雌巴巴麗娜》，萌生了將樂隊命名為「杜蘭杜蘭」的想法，取名自電影中的反派、科學家杜蘭杜蘭（Durand-Durand）。有了靈感的約翰馬上將想法先後告訴尼克和史提芬，在分別得到二人同意後，隊名正式確立為「杜蘭杜蘭」（Duran Duran）。
三人在尼克母親經營的玩具店里錄製了第一個音樂作品《Dusk and Dawn》，並於1979年5月14日在約翰和史提芬的學校進行首次演出，而其中史提芬的好友西蒙‧科利更在演出後加入樂隊。6月，樂隊在夜總會「巴巴麗娜」（Barbarella's）為樂隊Fashion作暖場演出，是為第一次大型演出，但在此之後史提芬和西蒙在沒有通知其他兩位成員下離隊。不久，安迪‧威克特（樂團TV Eye前主唱）加入並填補了空缺。但很快約翰和力克意識到樂隊急切需要一名現場鼓手，於是在安迪‧威克特的牽線下，他們僱用了在夜總會「巴巴麗娜」認識的羅渣‧泰勒作為樂隊的新成員。9月，樂隊錄製了一張四首歌的試聽帶。
約翰、尼克及羅渣三人不甘心於只作本土樂隊的身份活動著，三人渴望擁有更大的市場。於是，在羅傑的提議下，謝夫‧湯馬士（樂團The Secrets Organs 前主唱，同時是羅傑的好友）取代安迪‧威克特成為樂隊新任主唱；同時還迎來了新成員艾倫‧柯蒂斯。因為艾倫的結他技巧更為高超，約翰決定轉為擔任貝斯手。1980年初，尼克和約翰帶著樂隊錄製的卡式錄音帶到倫敦，希望找到公司簽下他們，最後卻撲了空。但在回到伯明翰後，二人遇見了夜總會「Rum Runner」老闆保羅‧貝羅並深得後者賞識，在保羅邀請下，樂隊成為「Rum Runner」的駐唱、並在此排練。樂隊日後的浮誇時尚及新浪潮的音樂風格更是在此形成。
可是，艾倫‧柯蒂斯不喜歡「Rum Runner」的氣氛，於是回到倫敦並和自己的兄弟另組新團；而謝夫亦在和老闆保羅紛爭不斷的情況下最後選擇離隊。約翰、尼克及羅傑只好透過在報紙上刊登廣告來招募主唱及結他手。同時，保羅和兄弟米高‧貝羅二人成為樂隊的經紀人。4月，在報紙上看到招募廣告的安迪‧泰勒由紐卡素來到伯明翰試鏡，雖然安迪濃厚的搖滾音樂背景和樂隊的音樂品味大相俓庭，但成員均被他的演奏深深折服，很快安迪便加入樂隊。一個月後，「Rum Runner」的調酒師費安娜向杜蘭杜蘭的成員推薦了自己的前男友、就讀於伯明翰大學戲劇系的西蒙‧勒‧邦，而一見面西蒙以浮誇的粉紅色豹紋長褲、及手持一本詩詞集令四位成員留下深刻印象。在聽完樂隊已創作的歌曲後，西蒙花些時間為其中一首歌曲進行填詞（即《Sound of Thunder》），發現非常契合。成員們最後同意了西蒙的加入，在6月聯同經紀人貝羅兄弟成立Tritec Music公司，並於7月首次以五人形式登台演出。
接下來的一個月，樂隊一方面不停地進行歌曲創作、錄製試聽帶、以及在伯明翰不同的夜總會里表演；另一方面，樂隊打算透過自己廠牌Tritec Music獨立發行歌曲《Planet Earth》及《Is There Anyone Out There?》。到1980年末，樂隊已在現場表演中聲名鵲起。來自倫敦、負責大型活動統籌的洛‧哈利特很喜歡樂隊的表演，邀請成員到倫敦Marquee俱樂部演出。11月，樂隊為歌手希素‧奧康娜作暖場表演，吸引到來自公司EMI和Phonogram的注意，兩家公司更為此展開價格戰希望簽下杜蘭杜蘭。雖然Phonogram出價更高，但因為受到披頭四的影響，樂隊最後選擇EMI。在與EMI簽訂合約不久，樂隊啟程前往倫敦與製作人哥連‧瑟斯頓錄製了他們的出道專輯，而最初打算透過自家廠牌發行歌曲的計劃則被取消。

### 《杜蘭杜蘭》、《Rio》及嶄露頭角（1981-1983）

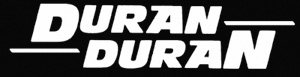
杜蘭杜蘭在出道初期所使用的標誌

杜蘭杜蘭在西倫敦紅巴士錄音室錄製了同名出道專輯《杜蘭杜蘭》，並在1981年6月、即第一次全國巡迴演唱會後正式發行。在此之前，樂隊己經在2月發行首支單曲《Planet Earth》並登上單曲排行榜第12位，打響頭炮。專輯在本土及海外市場皆反應熱烈，獲得英國專輯排行榜第三名，新西蘭第二，瑞典第三，在葡萄牙更是名列榜首。專輯亦取得了一定的商業成功，全球銷量超過160萬張，並榮獲白金唱片認證。憑藉這張專輯，杜蘭杜蘭成為了1981年最偉大的新人流行樂隊之一。
《杜蘭杜蘭》MV情色滿滿，有赤裸上身的女人進行泥漿摔角、枕頭大戰及有關其他戀物癖的風格化描述。而這皆為經紀人貝羅兄弟的商業策略。專輯中MV導演之一卡文‧歌德里表示，「（貝羅兄弟）要求製作一個能引起轟動、色情異常的作品，在夜總會里播放、而且是不加審查地播放，就為了引起人們的注意和討論」。MV經過大量MTV剪輯，因為一開始貝羅兄弟將目光放在美國市場，希望迎合當時美國電台的播放需求來吸引當地觀眾的注意。可是由於國會唱片的宣傳不足，專輯及MV皆在美國市場反應冷淡。在1981年的下半年，樂隊展開了世界巡迴演唱會，之後在1982年初在倫敦AIR Studios錄製下一張專輯，製作人依舊是哥連‧瑟斯頓。
1982年5月，杜蘭杜蘭帶著第二張專輯《Rio》回歸樂壇。相比起出道專輯，《Rio》包含更多不同元素，融合了合成流行、新浪潮、流行搖滾、迪斯科和龐克等不同音樂風格，還加入顫音琴、馬林巴、香菸點燃和冰塊破碎的聲音。杜蘭杜蘭否認自己屬於新浪潮流派，但人們開始將他們的作品與Spandau Ballet和Ultravox進行比較。《Rio》所收錄的三首單曲《Hungry Like the Wolf》、《Save a Prayer》、《Rio》均在商業榜單上表現亮眼，先後打入單曲排行榜首十名。專輯則在英國專輯排行榜最高排名第二，並在榜單上停留了110週。儘管在發行初期獲得了褒貶不一的評價，有稱讚旋律亦有批評歌詞，但《Rio》依然被認為是杜蘭杜蘭最具代表性的作品之一，多次出現在最佳專輯榜單上，包括在《NME》的「史上最偉大專輯」中排名第65位。發行《Rio》後，樂隊主要在美國、歐洲及英國等地舉行巡演。
EMI希望樂隊能在美國取得成功，並將一筆相當可觀的資金給予樂隊以拍攝MTV方便在美國宣傳，但一開始《Rio》在美國反應平平。國會唱片將其歸咎於電台宣傳不足，並向成員承諾若果樂隊對《Rio》進行混音以便在電台擋放，將會獲得更多宣傳機會。於是樂隊和來自美國的音樂製作人大衛‧克森鮑合作，並在9月將混音作品以EP形式發行，登上了《告示牌》百大單曲榜。國會唱片趁機將樂隊重新定位為「舞曲樂隊」，並委託克森鮑重新混音《Rio》整個專輯，於11月在美國發行。靠著不停在MTV及電台循環播放，在4個月後，專輯終於在美國取得成功，在告示牌百大專輯榜上一路攀升，最高升到第6位。《滾石》曾如此評論道：「這支樂隊天生就是MTV的料，他們可能是第一個搭上MV浪潮的搖滾樂隊。」樂隊在美國的知名度急升，引起一股青少年狂熱，並成為英國第二次入侵美國流行音樂的先驅，獲得了「Fab Five」的稱號。

### 《Seven and the Ragged Tiger》、人氣巔峰及副業展開（1983-1986）
1983年3月26日，杜蘭杜蘭在英國發行單曲《Is There Something I Should Know?》。因為前兩張專輯，樂隊已在建立起穩固商業基礎，因此單曲一發行便空降英國單曲榜冠軍寶座，成為樂隊第一首冠軍歌曲；同一時間，收錄於出道專輯《杜蘭杜蘭》的《Hungry Like the Wolf》在告示牌百大單曲榜上攀升至第三位。眼見樂隊正值當紅之時，國會唱片決定好好利用這波熱度，於4月下旬在美國重新發行了專輯《杜蘭杜蘭》，還追加了冠軍單曲《Is There Something I Should Know?》。在宣傳這張專輯期間，力克和西蒙到美國以影像騎師的身份成為MTV節目嘉賓。力克後來回憶到美國宣傳時的情況：「當《Hungry Like the Wolf》大獲成功後我們到（美國）時，場面一片混亂，堪比披頭四狂熱。我們在時代廣場的一家店鋪里進行《Girls on Film》的簽售活動。（但實在太混亂了）我們沒法離開店鋪。警察甚至拉起了封鎖線。太嚇人了。」這張專輯後來維持在告示牌百大單曲榜上好幾個月。
因為EMI規定樂隊須在聖誕節前發行下一張專輯，於是樂隊馬不停蹄地開始了製作。在經紀人貝羅兄弟的建議下，樂隊選擇在英國境外錄製專輯，以逃避英國的高稅率。4月，樂隊在法國蔚藍海岸瓦爾博訥租了一座三層城堡並展開錄音工作。此舉引來小報的強烈批評。為集中精力不被干擾，樂隊轉到加勒比海蒙特塞拉特的另一間AIR Studios繼續錄音。面臨著延續《Rio》成功的壓力，成員們的心理陸續開始出現問題，安迪和約翰可卡因成癮，成員亦缺乏靈感，導致專輯製作進度緩慢。7月，樂隊短暫地中斷錄音工作，回到英國展開兩場演唱會，觀眾有查理斯王子及戴安娜王妃，一時間成為熱話。8月，因蒙特塞拉特政治局勢緊張，樂隊改到澳洲悉尼錄製專輯。
1983年11月，第三張專輯《Seven and the Ragged Tiger》終於面世。樂隊在這張專輯中明顥表現出音樂方向的轉變，由新浪潮變成以合成流行及流行舞曲為主。專輯為他們帶來全球上的商業成功，在許多國家的排行榜名列前茅，在英國排名第一、美國排名第八，成為樂團第一張、也是唯一一張英國排名第一的專輯；全球銷量突破100萬張，獲得雙白金唱片認證。12月，樂隊在告示牌音樂獎中獲得「最佳歌手」提名。專輯所取得的成績比EMI預期的好。儘管商業表現比之前更亮眼，但評論家普遍負評如潮，批評歌詞毫無意義，樂隊缺乏創意，是《Rio》的倒退。約翰‧泰勒後來承認：「《Seven and the Ragged Tiger》是一張質感優美的專輯，但它確實不如之前的專輯震撼。」並表示成員都對專輯的音樂性不甚滿意。
《Seven and the Ragged Tiger》之後，樂隊展開了為期六個月的世界巡演。巡演十分成功，美國站門票甚至一開買不久就即告售罄，連帶週邊商品也銷量很好。巡演被拍成紀錄片《Sing Blue Silver》和音樂會電影《Arena》。1984年2月，樂隊登上了《滾石》雜誌的封面，同時獲得了兩項格萊美獎。但成員的心理問題依舊沒有得到解決，原定的歐洲站亦因此而被取消。
巡演結束後樂隊急於製作新專輯，但成員之間的音樂理念開始出現分歧，這導致內部分裂成兩個不同的陣型：約翰和安迪‧泰勒想要擺脫新浪潮的音樂風格，轉為追求像齊柏林飛船般的硬式搖滾及重金屬風，他們與歌手羅拔‧彭馬和樂隊Chic的鼓手東尼‧湯臣組建了「發電站樂團」，並發行了兩首單曲，雙雙登上英國及美國排行榜前十名。西蒙和力克想要進一步探索杜蘭杜蘭的情調元素，因此組建了「Arcadia」，發行了一張專輯（《So Red the Rose》）及一首配套單曲（《Election Day》）。力克後來對此表示「這無異於商業自殺」。儘管成員之間分歧巨大，但在1984年年底還是以五人完整體身份繼續活動，並為電影「007：雷霆殺機」錄製了同名單曲《雷霆殺機》（A View to Kill）。單曲在1985年6月發行，登上《告示牌》百大單曲榜榜首，成為第一首、亦是唯一一首《占士邦》電影系列的冠軍歌曲；在英國亦取得第二名的佳績。歌曲更在第43屆金球獎上獲得最佳原創歌曲提名。
在發行兩首單曲後，樂隊參加於1985年7月在賓州費城約翰‧F‧甘迺迪大球場舉行的「拯救生命」慈善音樂會，現場有近九萬名觀眾，同時透過電視轉播。然而，西蒙在演唱《雷霆殺機》的副歌部份時意外唱出微弱、走調的假聲，被許多媒體稱為「世界各地聽到的流浪音符」，與皇后合唱團主唱費迪‧墨格利在溫布利球場所唱的「世界各地都聽到的音符」形成鮮明對比。西蒙後來回憶說這是他歌手生涯中最為尷尬的時刻。

### 《Notorious》、三人組合及風格轉變（1986-1989）

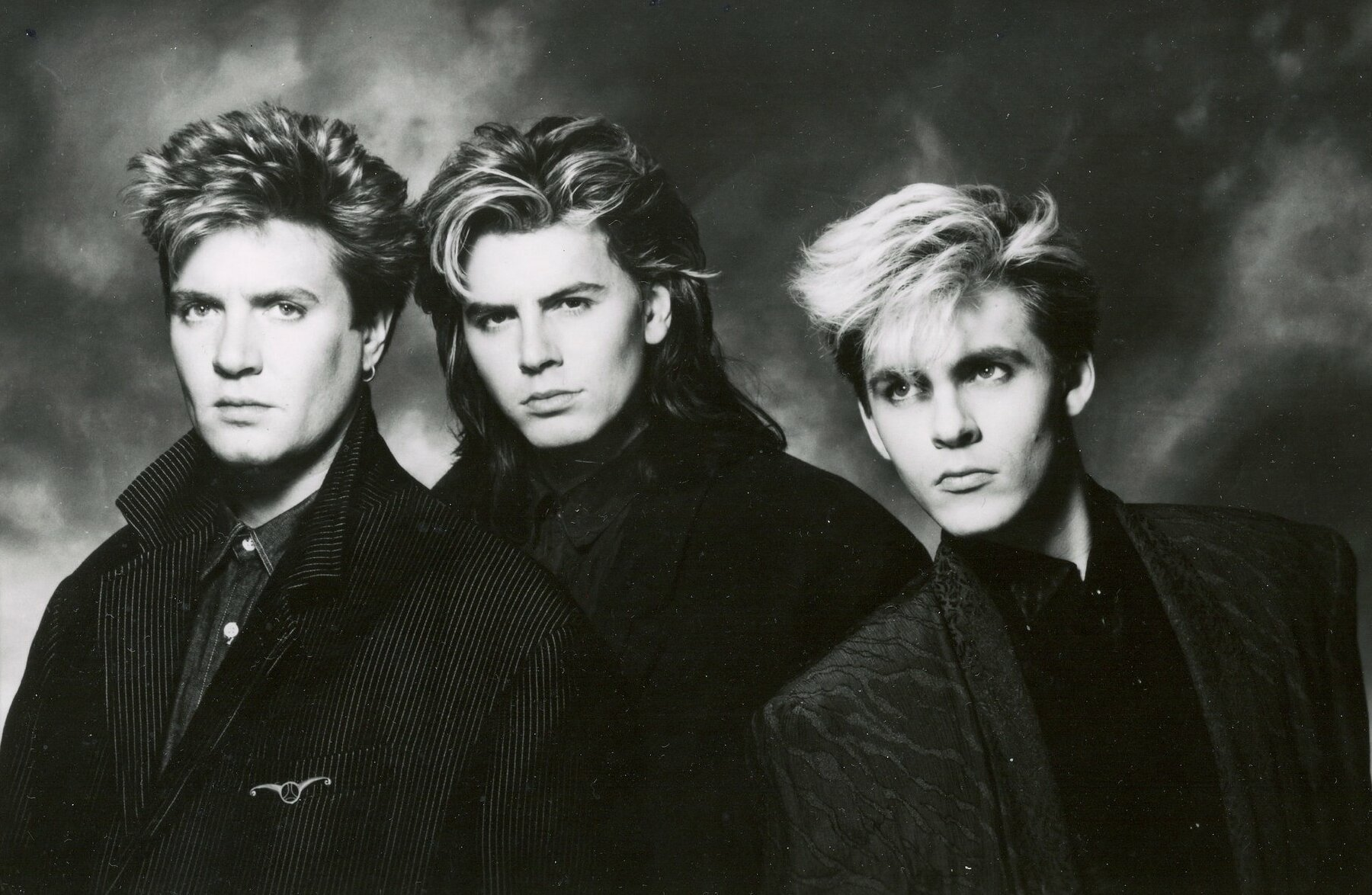
1986年，安迪和羅渣先後離隊，成員只剩下西蒙、約翰及力克三人（由左至右）。圖片攝於1986年。

在「拯救生命」慈善音樂會後，樂隊因為成員心理問題及緊張的關係而休息了一段時間。直到1986年初，樂隊正式著手錄製新專輯的工作，但此時鼓手羅渣對於緊湊的錄製工作、巡演以及在名利場打轉感到身心疲憊，在告羅士打郡買下一個位置偏僻的莊園，遠離音樂界，當時他聲稱自己只會離開樂隊一年。結他手安迪對於樂隊的風格轉變感到不滿，萌生去意。當樂隊在英國的錄音工作正進行得如火如荼之際，成員意外地發現這位結他手在洛杉磯籌備自己的個人專輯。其餘三位成員嘗試透過法律途徑迫使安迪回歸組合，但幾個月後，成員同意他離隊，離隊前安迪為幾首新歌彈奏。一下子，杜蘭杜蘭變成了三人組合。由於樂隊失去了結他手及鼓手，成員只好請來了尼爾‧羅傑斯（結他）、史提芬‧費龍（鼓）及華倫‧庫庫魯洛（結他）以繼續錄製專輯。
成員出走、樂隊長時間的休整導致大量粉絲流失；同時EMI高層出現人事變動，杜蘭杜蘭不甚受到新班子重視。在重重因素影響下，在1986年10月發行的專輯《Notorious》在商業上並沒有如之前的專輯般成功，銷量遠低於以前，所收錄的歌曲中也只有同名主打歌《Notorious》取得一定成功，在英國排名第七、美國排名第二。但樂隊在是次專輯中由流行搖滾走向龐克搖滾的音樂風格轉變卻受到評論家的讚賞。雜誌Smash Hits的威廉‧肖表示：「這張專輯是杜蘭杜蘭錄製過最佳的LP……我知道樂隊過去的LP非常受歡迎，但直到今時，它們未曾如（《Notorious》）這般出色」，「但在《Notorious》中，天啊！杜蘭似乎找到了自己」。鍵盤手力克表示樂隊在製作這張專輯時希望更專注於音樂本身而不是外在形象。
成員開始努力擺脫青少年偶像的形象，用更複雜、成熟的音樂贏得評論家的尊重。形象的轉變令到粉絲流失的情況加劇。《滾石》雜誌對此評論道：「在尋求音樂上變得更成熟的過程中，留下來的杜蘭成員失去了很多自我認同。」樂隊在下一張專輯《Big Thing》（1988年）中進行了更多不同的音樂風格嘗試，融合了浩室音樂、銳舞派對及合成流行。
1989年，樂隊迎來新成員斯特林‧坎貝爾及華倫‧庫庫魯洛，又變回五人組合。

## 藝術性

### 風格
唱腔早期頗脂粉味，近年可能年齡已升格為50歲「大叔」已略為陽剛。
樂團無論MV或舞台現場表演，極為誇大及戲劇化，或甚至是惡搞／搞笑始祖，例如：團員數名英美男歌手學滿清格格排排蓮步搖曳生姿走路單曲選舉日，但亦有氣勢磅礡之搖滾史詩風格。

### 創作與歌詞
歌詞則多豔敘述男女歡愛與遊戲，頗有頹廢旖旎之風。

## 外部連結
- 官方网站